# Frantz Christopher von Jessen
|  | Ikke at forveksle med Franz von Jessen |
Frantz Christopher von Jessen (7. februar 1810 i København – 14. oktober 1853 sammesteds) var den første overpostmester i København og bror til Christian von Jessen.
Han var søn af ritmester, senere major, stiftamtmand, kammerherre, gehejmekonferensråd Matthias Reinholdt von Jessen (1780-1853) og dennes 1. hustru Marie Sophie Ammitzbøll (1788-1824), blev 1827 student fra Nykøbing Katedralskole, 1834 cand. jur., 1835 assessor auscultans i Generalpostdirektionen, 1836 kammerjunker, 1839 virkelig assessor, 27. december 1843 (fra 1. januar 1844) postmester og chef for det københavnske pakkepostkontor, 28. juli 1850 (fra 1. samme måned) overpostmester og chef for Københavns brev- og pakkepostkontor samt overbestyrer af fodpostvæsenet. 11. marts 1851 blev han Ridder af Dannebrog.
Han udgav bl.a. Haandbog i det udvortes Postvæsen for Private og Postembedsmænd (1839). I 1842 fik han sæde i den kommission, der skulle revidere posttaksterne, og i 1848 var et reformforslag klar til fremsættelse, men så indtraf Treårskrigen, og først 1850 blev reformforslaget fremlagt i von Jessens version og vedtaget i Rigsdagen den 11. marts 1851.
14. maj 1838 ægtede han i København Emma Othilia Krebs (1814-1881), der var priorinde i Det Harboeske Enkefruekloster og datter af stabskaptajn, senere oberstløjtnant og postmester Cay Frederik Tønder Krebs og Maria Cathrine Elisabeth Klingenberg.
Von Jessen døde i koleraepidemien i København 1853.
Han er gengivet på et dansk frimærke fra 2001.